# Ivan Ljubičić
Ivan Ljubičić, född 19 mars 1979 i Banja Luka, Bosnien & Hercegovina, dåvarande Jugoslavien, är en kroatisk högerhänt före detta professionell tennisspelare.

## Tenniskarriären
Ivan Ljubičić blev professionell tennisspelare på ATP-touren 1998. Han har till och med säsongen 2007 vunnit 8 singeltitlar på touren, varav fem på hard-court, två på matta och en på gräs, men ännu ingen dubbeltitel. Som bäst rankades han som nummer 3 i singel (maj 2006). Han har under karriären spelat in 7 128 442 US dollar i prispengar. 
Ljubičić vann sin första ATP-titel 2001, men det dröjde sedan till 2005 innan han vann sin andra titel. Den säsongen nådde han för övrigt ytterligare sju finaler och vann en av dessa (Wien, finalseger över Juan Carlos Ferrero med 6-2, 6-4, 7-6). Säsongen 2006 vann han tre titlar och finalbesegrade spelare som Carlos Moya och Fernando González. Säsongen 2007 vann han singeltiteln i Doha (finalseger över Andy Murray 6-4, 6-4) och Hertogenbosch (finalseger över Peter Wessels 7-6, 4-6, 7-6). I Grand Slam-turneringar har han som bäst nått semifinal i Franska öppna 2006 som han förlorade mot Rafael Nadal. 
Han vann brons i dubbel i Olympiska sommarspelen i Aten 2004 tillsammans med Mario Ančić. Han har deltagit regelbundet i det kroatiska Davis Cup-laget sedan 1998 och spelat totalt 54 matcher i laget av vilka han vunnit 36.

## Spelaren och personen
Ivan Ljubičić började spela tennis som nioåring. Som 17-åring (1996) nådde han juniorfinalen i Wimbledonmästerskapen som han förlorade mot Vladimir Voltchkov. 
Familjen flydde från det krigsdrabbade Bosnien 1992 när han var 13 år gammal. Han bodde sedan i Italien där han fick spela tennis i en klubb som hade som motto att hjälpa utsatta barn. Han gifte sig med Aida i november 2004. 
Ljubičić blev vald till vicepresident i ATP:s spelarråd inför säsongen 2006 och blev dess ordförande i augusti 2006. 
Ljubičić meddelade i mars 2012 att han lägger racketen på hyllan. Hans sista turnering blev Monte-Carlo Masters i april 2012. 

## ATP-titlar
- Singel (10)
  - 2001 - Lyon
  - 2005 - Metz, Wien
  - 2006 - Chennai, Zagreb, Wien
  - 2007 - Doha, 's-Hertogenbosch
  - 2009 - Lyon
  - 2010 - Indian Wells

### Webbkällor
- ATP, spelarprofil
- Ljubicic slutar
- Ljubicic förlorade sista matchen (Engelska)

- Wikimedia Commons har media som rör Ivan Ljubičić.